# ニューサンピア敦賀
ニューサンピア敦賀（ニューサンピアつるが、New Sunpia Tsuruga）は、福井県敦賀市呉羽町1番2号にある保養施設である。

## 概要
当施設は屋内スケートリンク、レストラン、ブライダル、宿泊施設、宴会施設を兼ね備える。屋内アイススケート場は日本スケート連盟の公式スケートリンクとなっており、敦賀市近隣ではここにしかないので冬になるとアイスホッケーの試合や合宿、フィギュアスケート教室によく利用される。夏場はイベント会場として使用される。
かつては厚生年金健康福祉センター（別名、福井厚生年金健康福祉センターサンピア敦賀 - 1986年12月26日開所）であったが、民間譲渡に伴う一般競争入札にかけられた。結果、地元企業であるエー・アンド・ジー（現ニューサンピア敦賀）により落札された。

## 施設
かまぼこ状の屋内施設で、南側に小規模な駐車場と駐輪場、道路に面した東側には大型バスも止められる駐車場がある。
- 地下銭湯
- アイススケートリンク（11月1日 - 4月上旬）
  - 2001年1月から4月のシーズンは製氷設備（前川製作所の大型冷凍機とジョンソンコントロールズの制御システム）のリフレッシュ化による大規模改修工事のため休業した。

## 周辺
もともと東洋紡績の所有地だったところを一部利用しているので、東洋紡敦賀事業所（第二事業所）という工場が隣接している。東側に面した道路は福井県道225号敦賀美浜線であり、そこから少し離れた南側を国道27号（金山バイパス）が通る。

## アクセス
交通機関
- 北陸新幹線・北陸本線・小浜線・ハピラインふくい線 敦賀駅 より、
  - ぐるっと敦賀周遊バス（ショッピングルート）で「ニューサンピア敦賀」停留所下車、徒歩約1分。
  - 福鉄バスまたは敦賀市コミュニティバスで「野神」停留所下車、徒歩約1分。

自動車
- 北陸自動車道
  - 敦賀ICから約10分。
- 舞鶴若狭自動車道
  - 敦賀南スマートIC（ETC搭載車専用）から約12分。

## その他
フィギュアスケート漫画『メダリスト』（原作：つるまいかだ）の作中にて、主人公の所属するスケートクラブの夏合宿会場として登場。